# Kfz-Kennzeichen (Bhutan)

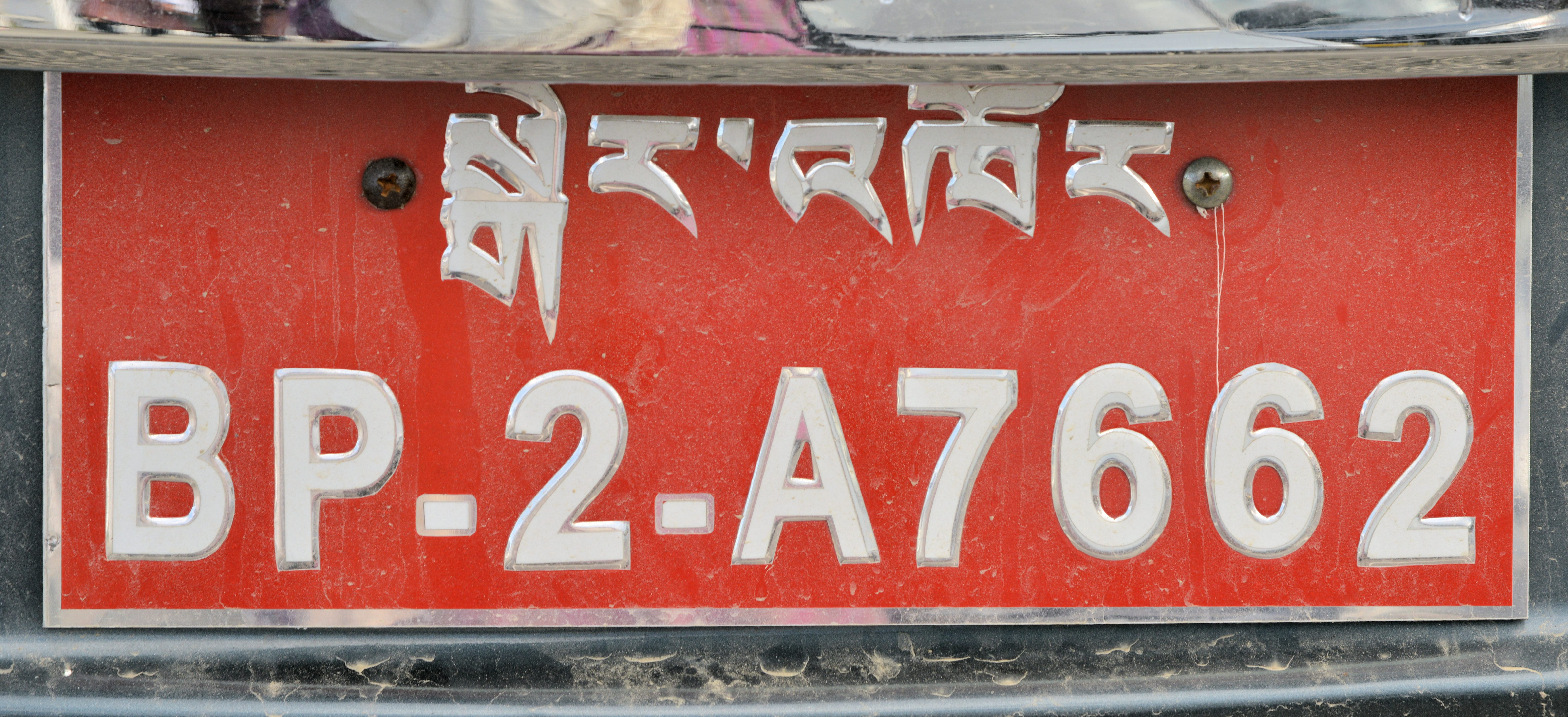
Reguläres Kennzeichen

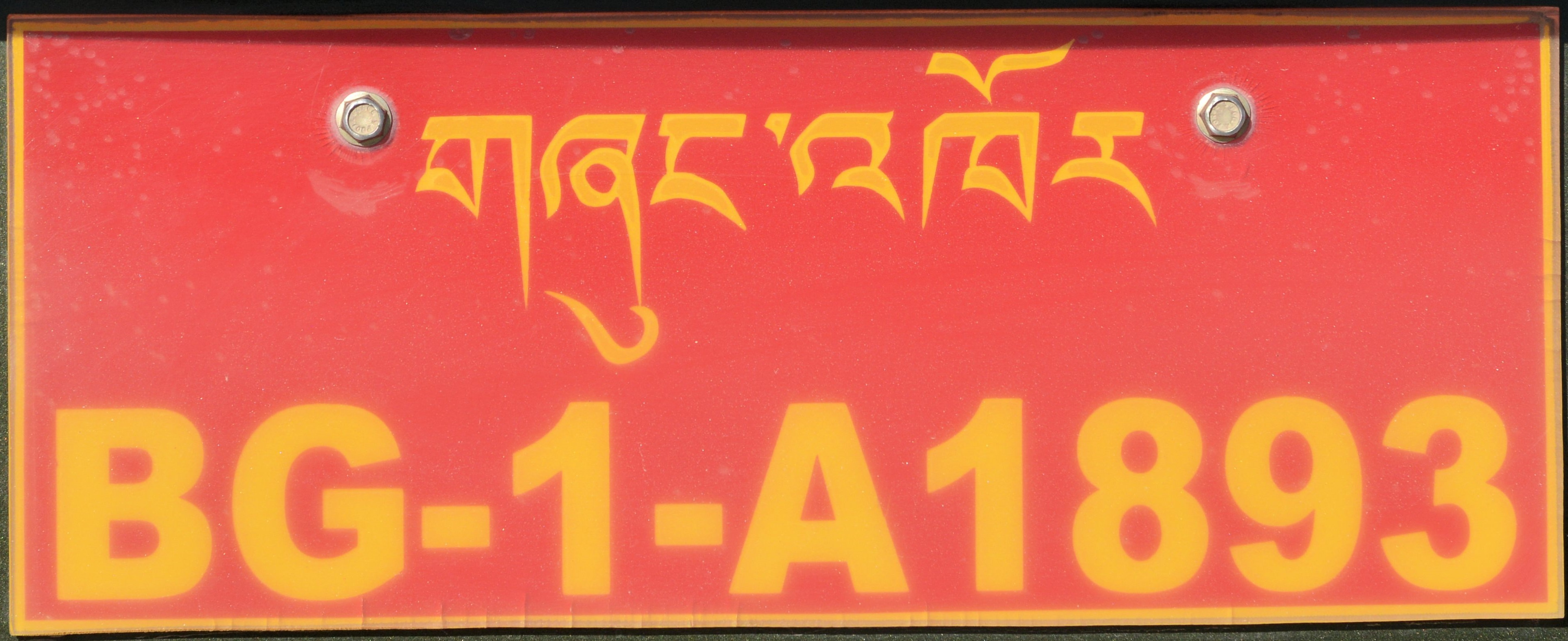
Regierungskennzeichen

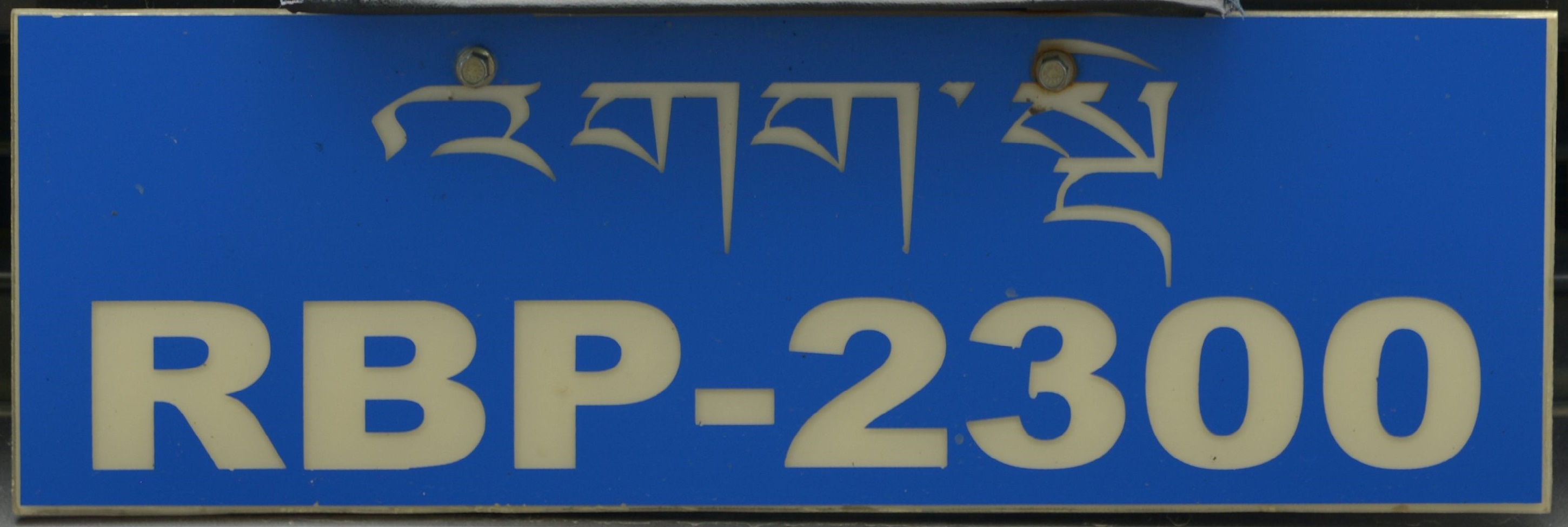
Polizeikennzeichen

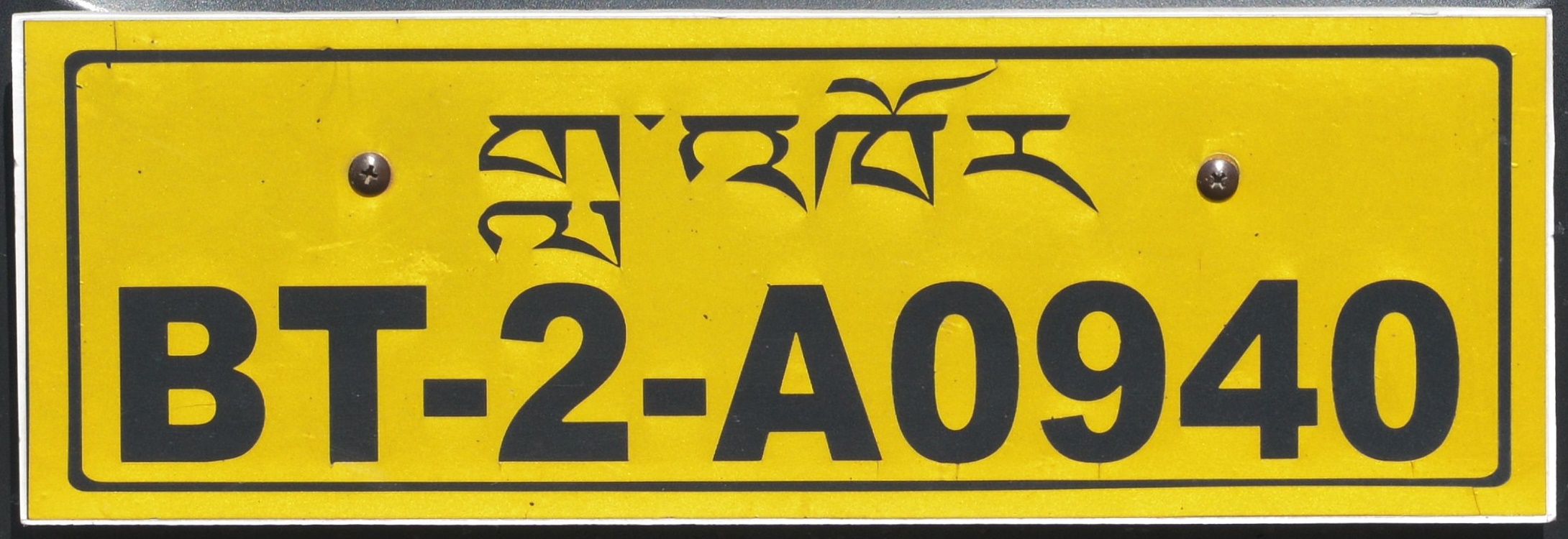
Taxikennzeichen

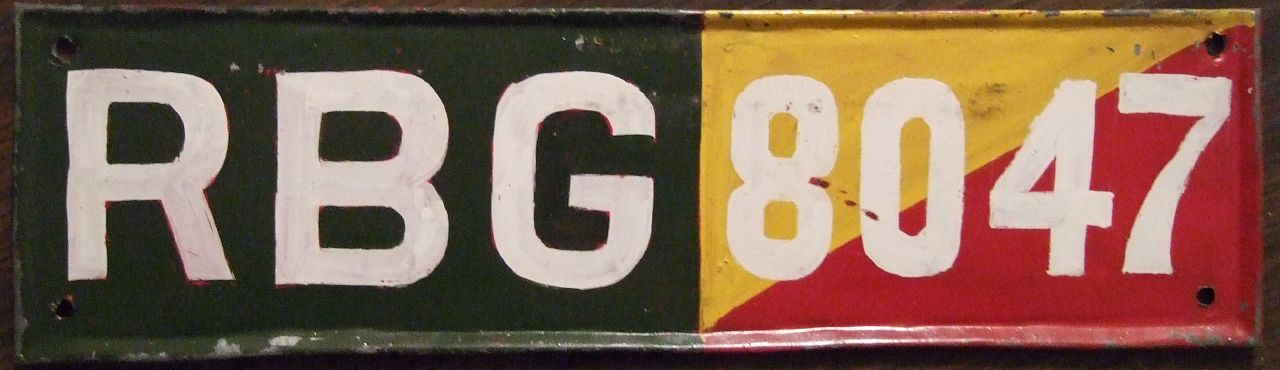
Kennzeichen der Royal Bodyguard

Die Kfz-Kennzeichen von Bhutan werden von der Road Safety and Transport Authority vergeben. Die meisten Kennzeichen zeigen am oberen Rand Schriftzeichen der bhutanischen Amtssprache Dzongkha. Die Nummernschilder sind nach dem Schema XX-1-X1111 aufgebaut, wobei die Ziffer zwischen den beiden Bindestrichen nähere Auskunft über die Herkunft des Fahrzeugs gibt. Anhand der ersten beiden Buchstaben und der Farbgebung des Schildes, lässt sich die Fahrzeugart näher spezifizieren.

| Ziffer | Zone           |
| ------ | -------------- |
| 1      | West-Bhutan    |
| 2      | Zentral-Bhutan |
| 3      | Ost-Bhutan     |
| 4      | Süd-Bhutan     |

| Farbe            | Buchstaben | Fahrzeugart         |
| ---------------- | ---------- | ------------------- |
| weiß auf rot     | BP         | Privatfahrzeuge     |
| schwarz auf gelb | BT         | Taxen               |
| gelb auf rot     | BG         | Regierungsfahrzeuge |
| weiß auf blau    | CD         | Diplomaten          |

Ältere Kennzeichen zeigen drei Buchstaben und vier Ziffern, wobei sich aus den Buchstaben die Herkunft ablesen lässt.
Diplomatenkennzeichen besitzen weiße Schrift auf blauem Grund. Sie zeigen wie international üblich die Buchstaben CD zwischen zwei Nummerngruppen.

Darüber hinaus besitzt auch die Royal Bodyguard eigene Kfz-Kennzeichen. Sie zeigen die Buchstaben RBG für Royal Bodyguard. Es folgt eine fortlaufende Nummer. Der Hintergrund ist zur Hälfte schwarz und zur anderen Hälfte der Flagge Bhutans nachempfunden.